# Aix-la-Fayette
Aix-la-Fayette ist eine französische Gemeinde mit 99 Einwohnern (Stand: 1. Januar 2022) im Département Puy-de-Dôme in der Region Auvergne-Rhône-Alpes (vor 2016 Auvergne). Sie gehört zum Arrondissement Ambert und zum Kanton Les Monts du Livradois (bis 2015 Kanton Saint-Germain-l’Herm).

## Geographie
Aix-la-Fayette liegt etwa 41 Kilometer südöstlich von Clermont-Ferrand im Regionalen Naturpark Livradois-Forez. Im Gemeindegebiet entspringt der Fluss Eau Mère, der hier noch Ruisseau des Bordes genannt wird. Nachbargemeinden von Aix-la-Fayette sind Échandelys im Norden, Fournols im Osten, Saint-Germain-l’Herm im Süden sowie Saint-Genès-la-Tourette im Westen.

## Bevölkerungszahlentwicklung
| Jahr                       | 1962 | 1968 | 1975 | 1982 | 1990 | 1999 | 2006 | 2013 |
| Einwohner                  | 207  | 170  | 146  | 116  | 91   | 100  | 80   | 67   |
| Quellen: Cassini und INSEE |      |      |      |      |      |      |      |      |

## Sehenswürdigkeiten
- Kirche Saint-Julien aus dem 19. Jahrhundert
- Burgruine
- Schloss La Bessière
- Schloss Fangonnet